# مرد خرابکار
مرد خرابکار (به انگلیسی: Demolition Man) یک فیلم اکشن و علمی تخیلی آمریکایی محصول سال ۱۹۹۳ به کارگردانی مارکو برامبیلا در اولین کارگردانی خود است. در این فیلم سیلوستر استالونه، وسلی اسنایپس، ساندرا بولاک و نایجل هاثورن ایفای نقش می‌کنند. استالونه در نقش جان اسپارتان یک افسر پلیس ریسک پذیر که به ایجاد تخریب در حین انجام کارش شهرت دارد. پس از یک تلاش ناموفق برای نجات گروگان‌ها از دست جنایتکار شیطان صفت سایمون فینیکس (اسنایپس)، هر دو در سال ۱۹۹۶ به انجماد محکوم می‌شوند. فینیکس برای جلسه آزادی مشروط در سال ۲۰۳۲ ذوب می‌شود و فرار می‌کند. جامعه ناامن می‌کند و مقامات که قادر به مقابله با جنایتکاری خطرناک مانند فینیکس نیستند، اسپارتان را بیدار می‌کنند تا دوباره او را دستگیر کنند.
این فیلم در ۸ اکتبر ۱۹۹۳ در ایالات متحده اکران شد و ۱۵۹ میلیون دلار فروش جهانی داشت و فیلم موفقی برای استالونه به حساب می‌آمد.

## داستان
این فیلم داستان دو مرد یکی شیطان خدای جرم و جنایت و دیگری افسر پلیس خوب و ریسک پذیر را روایت می‌کند. آن دو در سال ۱۹۹۶ در یخ و انجماد قرار داده شدند، و به تدریج جرم و جنایت در جامعه از بین رفت. تا این که در سال ۲۰۳۲ با فرار شیطان از انجماد دوباره جامعه دگرگون شده و جرم و جنایت جامعه را فرا می‌گیرد.

## تولید

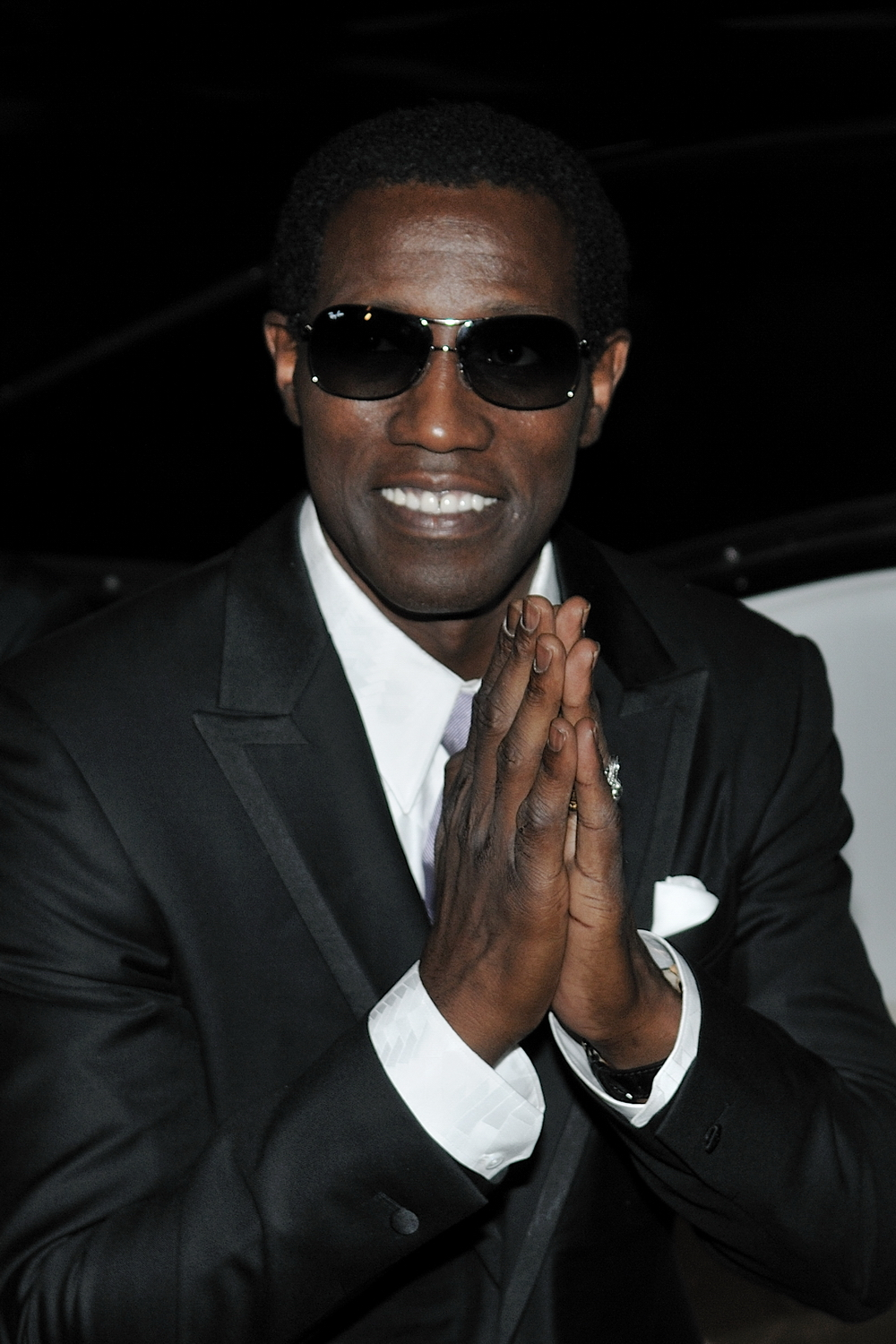
وسلی اسنایپس. نقش منفی در فیلم.

استیون سیگال در ابتدا به عنوان بازیگر اصلی و ژان-کلود ون دام به عنوان نقش شرور پیشنهاد شده بود.
استالونه جکی چان را برای نقش سایمون فینیکس می‌خواست. چان آن را رد کرد، زیرا نمی‌خواست نقش یک شرور را بازی کند. وسلی اسنایپس چندین بار این نقش را رد کرد، بنابراین جوئل سیلور و مارکو برامبیلا به سر صحنه فیلم طلوع خورشید (فیلم ۱۹۹۳) رفتند تا سعی کنند شخصاً او را متقاعد کنند.
فیلم دچار تأخیرهای مکرر شد و برنامه اولیه تولید ۷۲ روزه تا ۱۱۲ روز ادامه یافت. استالونه به دلیل مصدومیت یک هفته از میادین دور بود. بارش شدید باران در لس آنجلس فیلمبرداری را به تأخیر انداخت. یک صحنه صوتی نیز در آتش‌سوزی آسیب دید. تولید از طریق پنج دستیار کارگردان انجام شد و بسیاری از عوامل مجبور شدند برای کار روی پروژه‌های دیگر آنجا را ترک کنند.

## بازیگران
- سیلوستر استالونه
- وسلی اسنایپس
- ساندرا بولاک
- نایجل هاثورن
- دنیس لری

## فروش فیلم
این فیلم در گیشه رتبه اول را کسب کرد. فیلم تا پایان اکران باکس آفیس خود در آمریکای شمالی۵۸٫۰۵۵٫۷۶۸ دلار و در سراسر جهان ۱۵۹٫۰۵۵٫۷۶۸ دلار فروخت.
از راجر ایبرت منتقد فیلم پرسیده شد که چرا این فیلم موفق به حساب می‌آید، اما آخرین قهرمان اکشن با وجود بودجه‌های مشابه و درآمدهای گیشه‌ای مشابه، ناامیدکننده محسوب می‌شود. ایبرت به این نتیجه رسید که این به دلیل انتظارات بوده است، و این فیلم به عنوان یک بازگشت برای استالونه که دوران حرفه‌ای‌اش در حال پرافتخار بوده است، در نظر گرفته می‌شود، در حالی که شوارتزنگر نتوانست رکورد قبلی خود را شکست دهد. در سال ۲۰۱۷، شرکت وام‌دهی سیلوستر استالونه علیه برادران وارنر به دلیل پرداخت سود از این فیلم شکایت کرد. این دعوا در سال ۲۰۱۹ حل و فصل شد.